# Френк Борепер
Френк Борепер (англ. Frank Beaurepaire, 13 травня 1891 — 29 травня 1956) — австралійський плавець.
Медаліст Олімпійських Ігор 1908, 1920, 1924 років.